# Assí Dayan
Assí Dayan   (Nahalal, 23 de novembre de 1945 - Tel-Aviv, 1 de maig de 2014) va ser un director de cinema, actor, guionista i productor israelià.

## Biografia
Dayan era el fill petit del general i ministre de defensa Moixé Dayan i de l'activista per la pau Ruth Dayan (de soltera Schwartz). Va tenir dos germans: el polític i autor Yael Dayan, nascut el 1939, ai l'escultor Ehud (Udi) Dayan, nascut el 1942. Després del servei militar i d'estudiar filosofia i literatura anglesa a la Universitat Hebrea, Dayan es va embarcar en una carrera com a actor de cinema, que finalment també el va portar a la direcció.
Es va casar i es va divorciar quatre vegades i va tenir quatre fills. El seu primer matrimoni va ser amb Aharona Melkind, amb qui va tenir una filla, Amalia i un fill, Avner. La seva segona dona va ser l'actriu Caroline Langford, filla de Barry Langford. Van tenir un fill junts, Lior. D'una relació amb Augusta Neumann, va tenir una filla, Assia. La seva tercera dona va ser l'actriu Smadar Kilchinsky. El 1999, la seva quarta dona, l'artista ceràmica Vered Tandler Dayan, va fer un documental sobre ell, titulat Living, Període.
El març de 2009, Dayan va ser acusat de consum de drogues i de colpejar la seva xicota. Arran d'una condemna anterior per tinença de drogues, va rebre una condemna suspesa i 200 hores de treball comunitari com a part d'un acord de culpabilitat. Dayan va admetre en aquell moment que estava en possessió de cocaïna per ús personal.
El novembre de 2009, Dayan va patir un atac cardíac massiu i es va sotmetre a una angioplàstia a l'hospital Ichilov de Tel-Aviv.
Dayan va morir l'1 de maig de 2014 a la seva casa de Tel-Aviv. Els informes dels mitjans van assenyalar els seus problemes de salut i els seus problemes amb el consum de drogues.

## Carrera

### Actor
El 1967, Dayan es va establir com a actor de cinema i icona israelià a Hu Halach B'Sadot, l'adaptació de Yossi Milo de la novel·la i obra de teatre de Moshe Shamir amb aquest nom. quell any, va aparèixer a Scouting Patrol de Micha Shagrir, sobre combatents d'elit en un missió per capturar el comandant d'un esquadró de fedaíns. El 1969 Dayan va protagonitzar la pel·lícula estatunidenca Passeig per l'amor i la mort, ambientada a la França medieval i dirigida per John Huston, on interpreta al costat de la filla d'Huston, Anjelica. Va retratar Giora Geter, propietària d'un pub de Tel-Aviv la vida del qual s'enfonsa, a Into the Night d'Eitan Green.
El 1984, Dayan va tenir un paper secundari com a presoner a Me'Ahorei Hasoragim d'Uri Barbash, descrita com una fita important en el cinema polític israelià. Altres crèdits d'actuació inclouen Mivtsa Yonatan, sobre l'atac israelià a Entebbe, nominada a l'Oscar a la millor pel·lícula en llengua estrangera. Dayan és l’ajudant de Yoni Netanyahu, interpretat per Yehoram Gaon.
Dayan va interpretar el paper principal del psicòleg Reuven Dagan a la sèrie de televisió BeTipul, que es va publicar durant dues temporades a la televisió israeliana (2005 i 2008). La sèrie va ser adaptada més tard per al mercat nord-americà per HBO amb el nom In Treatment amb Gabriel Byrne al paper principal.
El 2008 Dayan havia actuat en unes 50 pel·lícules i episodis de sèries de televisió.

### Direcció
Dayan va dirigir 16 pel·lícules. El 1976 va dirigir Giv'at Halfon Eina Ona, una comèdia sobre un grup de reservistas militars a la Península del Sinaí. El 1992, va escriure i dirigir Ha-Chayim Al-Pi Agfa, retratant la vida en un pub de Tel-Aviv. La pel·lícula va ser nominada a l'Ós d'Or al 43è Festival Internacional de Cinema de Berlín i va guanyar una Menció Honorífica. El 1999, va ser membre del jurat al 49è Festival Internacional de Cinema de Berlín.

## Premis i reconeixements
Dayan va guanyar el premi de l'Acadèmia Israeliana com a millor actor per Mr. Baum. El 1998, va rebre un premi per a la seva trajectòria al Festival Internacional de Cinema de Jerusalem. El seu paper a Time of Favor va ser aclamat per la crítica israeliana com el seu millor paper de pantalla de la seva carrera.

## Filmografia seleccionada
- The Day the Fish Came Out (1967) - Turista
- Sayarim (1967)
- Hu Halach B'Sadot (1967) - Uri
- Hamisha Yamim B'Sinai (1968) - Jossi
- Passeig per l'amor i la mort (1969) - Heron de Fois
- Moto Shel Yehudi (1969) - David Shimon
- Scouting Patrol (1969) - Boy
- Promise at Dawn (1970) - Romain
- Shlosha V'achat (1974)
- The Sell Out (1976) - Lt. Elan
- Givat Halfon Eina Ona (1976, director)
- Mivtsa Yonatan (1977) - Shuki
- Agenten kennen keine Tränen (1978) - Dan
- Moments de la vie d'une femme (1979) - Avi
- The Hit (1979, director)
- Ha-Ish She Ba Lakahat (1982)
- Tell Me That You Love Me (1983) - Jonathan
- Me'Ahorei Hasoragim (1984) - Assaf
- Ad Sof Halaylah (1985) - Giora
- Força Delta (1986) - Raffi Amir
- Ha-Tov, HaRa, VeHaLo-Nora (1986)
- Après le vent des sables (1987)
- Ha-Yanshouf (1988) - Amnon
- Z'man Emet (1991)
- Brev til Jonas (1992)
- Ha-Chayim Al-Pi Agfa (1992, director)
- Zihron Devarim (1995) - Caesar
- An Electric Blanket Named Moshe (1995, director)
- Ein Shemot Al Hadlatot (1997) - Uzi
- Mar Baum (1997, director) - Mickey Baum
- Ha-Hesder (2000) - Rabbi Meltzer
- Odot Ha-Monitin (2001)
- Zimzum (2001) - Uriel Morag
- Things Behind the Sun (2001)
- Ha-Shiva MeHodu (2002) - Abraham Lazar
- Medurat Hashevet (2004) - Motkeh
- Ha-Bsora Al-Pi Elohim (2004) - God
- Lemarit Ain (2006) - Rephael
- BeTipul (2005-2008, sèrie de televisió) - Re'uven Dagan
- Bekarov, Yikre Lekha Mashehu Tov (2006) - Avram / ex-comunista
- Things Behind the Sun (2006) - Itzhak
- Hofshat Kaits (2007) - Rabbi Abraham Eidelmann
- Meduzot (2007) - Eldad
- Rak Klavim Ratzim Hofshi (2007)
- Liebesleben (2007) - Dean Ross
- Real Time (2008)
- Dr. Pomerantz (2011, director) - Dr. Yoel Pomerantz
- Finita la Commedia (2019) - Beethoven (darrer papaer)

## Galeria d'imatges

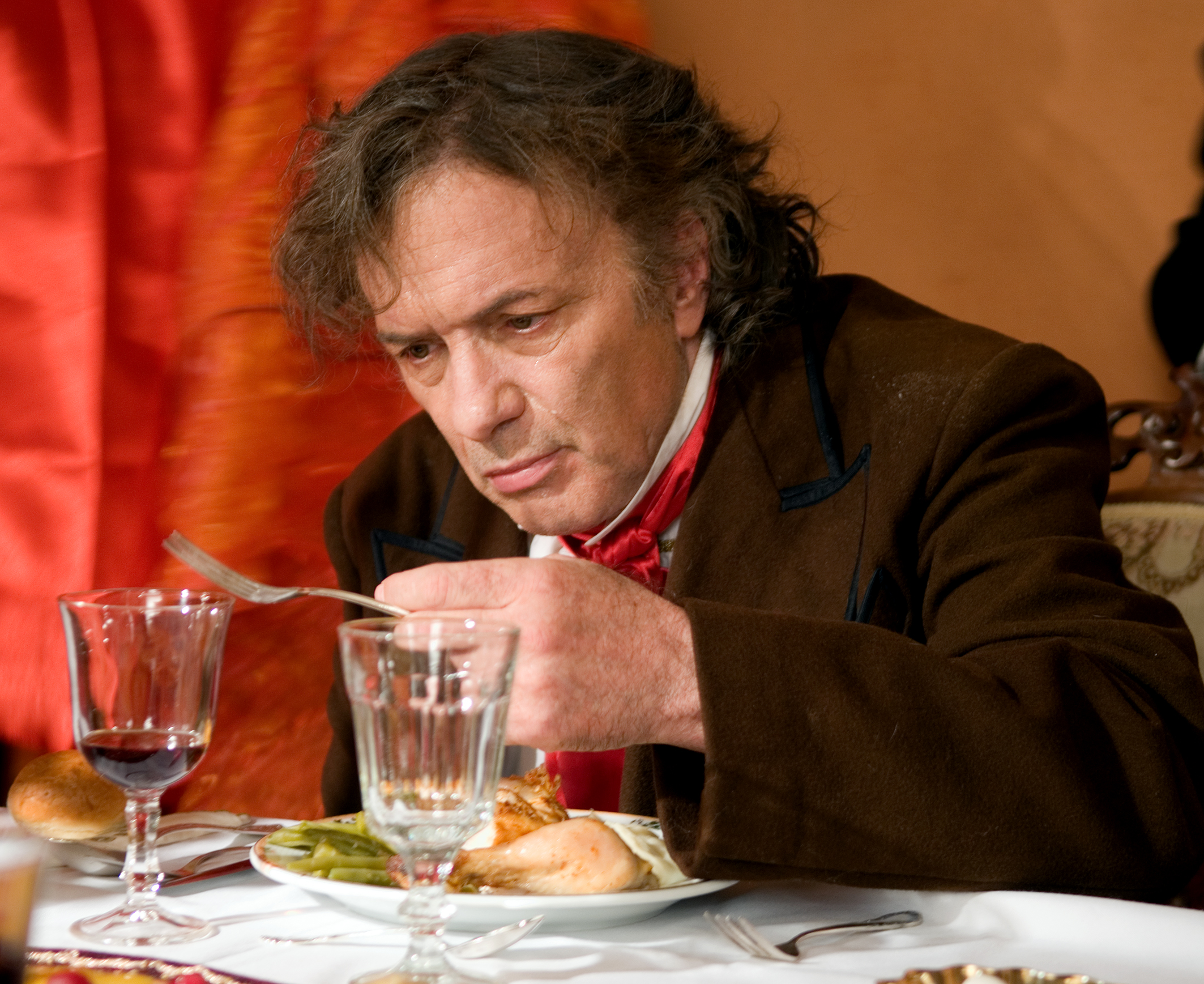
Dayan a Finita la comedia (2011) com a Ludwig van Beethoven
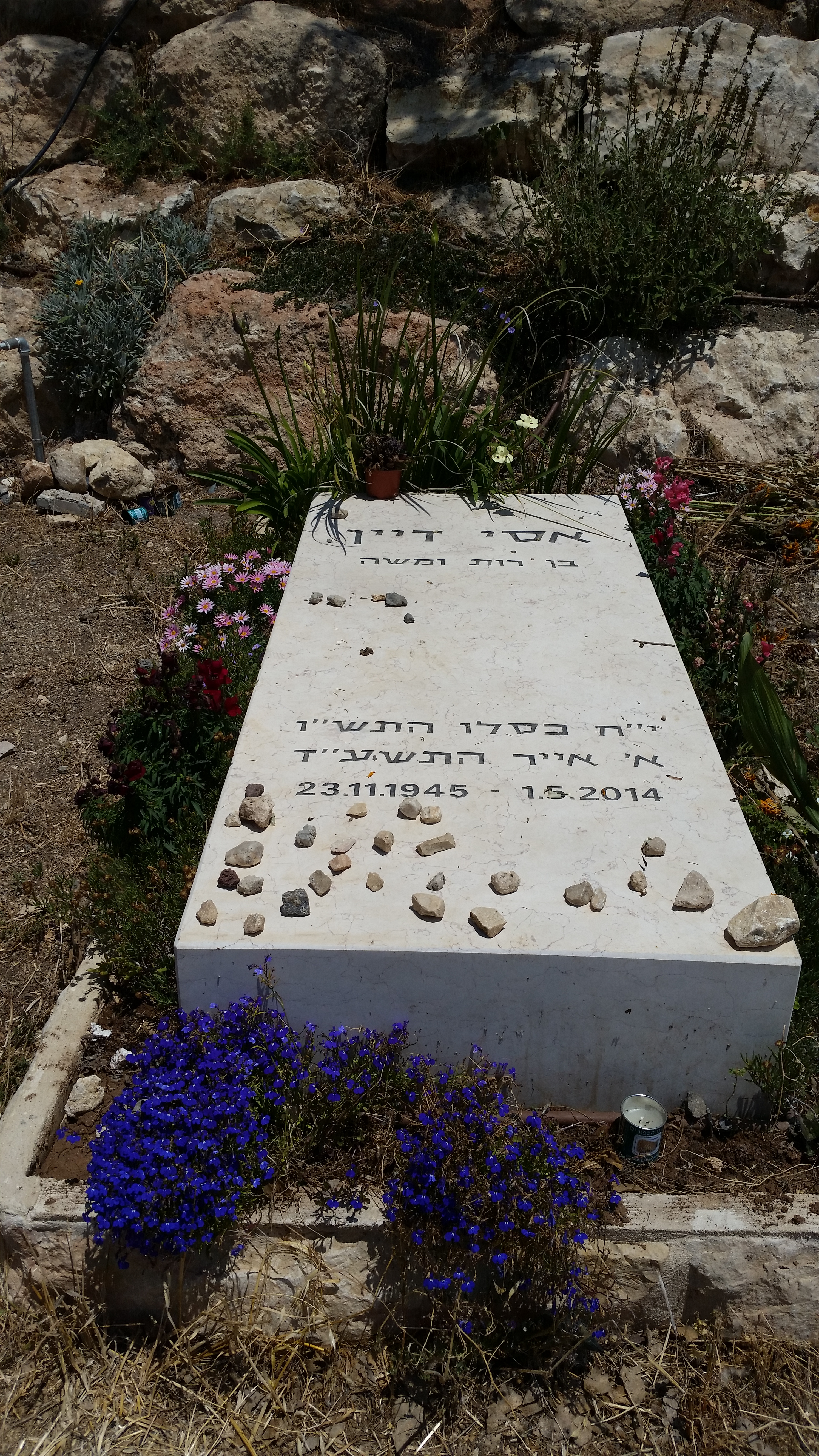
Tomba de Dayan a Nahalal